# NFC
NFC je skraćenica od Near Field Communication (eng. komunikacija kratkog polja) i predstavlja skup standarda za pametne telefone i ostale mobilne uređaje kojima se uspostavlja radio veza između njih, obično kratkim prislanjanjem jednog uređaja na drugi. Uglavnom se koristi razdaljina od svega par centimetara. 
Trenutni NFC sistemi rade na frekvenciji 13,56MHz i talasnoj dužini od 22,11m. Da bismo efikasno kreirali dalekodometnu mrežu, potrebno je napraviti predajnik koji bi teoretski imao dimenzije reda četvrtine talasne dužine. U praksi bi morao biti visok metar i više. Kreiranjem malih predajnika veličine nekoliko centimetara, stvara se blisko polje (Near Field) obično raspona srazmernog veličini predajnika. U suštini to je stacionarno elektromagnetno polje koje pulsira na frekvenciji 13,56MHz. Ako tom polju prinesemo sličnu antenu, indukovaćemo električni potencijal u njoj koji će se menjati na toj frekvenciji. Promenom strukture signala u aktivnoj anteni (predajniku), možemo poslati signal toj drugoj pasivnoj anteni (prijemniku). 
Trenutna upotreba ogleda se u beskontaktnim transakcijama, razmeni podataka i pokretanju drugih bežičnih mreža, poput Wi-Fi mreže. Komunikacija je takođe moguća između NFC uređaja i pasivnog NFC čipa, nazvanog "tag" (eng. oznaka) koji se ne napaja električnom energijom, poput kartica i etiketa. 

## Upotreba
NFC sistemi zasnovani na RFID komunikaciji omogućavaju dvosmernu komunikaciju za razliku od starijih sistema koji su posedovali jednosmernu komunikaciju. 

### Komercijalna upotreba
Jedna od najrasprostranjenijih načina upotrebe ove tehnologije je plaćanje jednim pokretom telefona (eng. Touch To Pay), slično plaćanju prevlačenjem kreditne kartice kroz aparat u prodajnim objektima. Kompanija Gugl je puštanjem Androida 4.4 predstavila novu platformu za bezbedne NFC transakcije putem HCE standarda (eng. Host Card Emulation - Emulator kartica) u svrhu plaćanja robe i usluga mobilnim telefonom, bez korišćenja platnih kartica. 

### Pokretač drugih mreža
NFC se može koristiti kao pokretač drugih mreža, recimo Blutut ili Wi-Fi mreže koje su zaštićene i kompleksnije. Na primer, softver Android Beam koristi NFC da uključi Blutut, upari dva uređaja i obavi razmenu datoteka i isključi Blutut po obavljenom poslu, jednim potezom. Takođe, uređaji kompanije Samsung imaju funkciju S-Beam koja pomoću NFC čipa da deli MAC adresu i IP adresu a potom koristi Wi-Fi za prenos datoteka i dokumenata. To je samo jedan od primera, ostali uređaji takođe imaju aplikacije sličnog naziva koji obavljaju isti posao umrežavanja. 

### Društvene mreže
NFC se takođe može koristiti pri korišćenju aplikacija društvenih mreža za razmenu slika, poruka i datoteka, kao i za ulazak u multi-plejer onlajn igre.

### Identitet i pristup
Veliki je potencijal upotrebe NFC sistema kao zamene za RFID sistem pri korišćenju identifikacionih kartica za zaposlene i sličnih ključ-kartica za pristup posebnim područjima zbog veće bezbednosti i sigurnosti sistema u odnosu na starije sisteme.

### Automatizacija funkcija pametnih telefona uz NFC tag
Pametni telefoni koji imaju NFC uređaj mogu biti upareni sa NFC tagom radi automatskog obavljanja neke funkcije poput slanja poruke, pokretanja aplikacije, pretrage na pretraživačima, uključivanja i isključivanja funkcija telefona i sl. 
Jedan od najnovijih tehnoloških napredaka u oblasti digitalnih vizit kartica je integracija sa NFC (Near Field Communication) tagovima. NFC tag je mali čip koja omogućava razmenu podataka između uređaja na vrlo malim udaljenostima, obično manjoj od nekoliko centimetara. Ovi tagovi mogu biti integrisani u digitalne biznis kartice, omogućujući brzo i jednostavno povezivanje sa novim kontaktima. Kada pametni uređaj prepozna NFC tag bezkontaktnim putem, postoji mogućnost otvaranja novog prozora na pretraživaču.
Ova upotreba je verovatno najpraktičnija jer ne zavisi od marke telefona i njegovih mogućnosti već svako svugde može to obaviti u svako vreme, samo ako ima NFC na telefonu i NFC tag koji inicira proces. Najbanalniji primer bi bio programiranje jednog takvog taga da uključi noćni, nečujni režim na telefonu. Prevlačenjem telefona preko njega, uređaj uključuje takav režim rada. 

## Standardi
NFC standard pokriva komunikacione protokole i formate prenosa podataka zasnovane na RFID sistemu radio frekventne identifikacije. Kreator NFC je kompanija NXP Semiconductors, koju je osnovao holandski gigant Filips. Zajedno sa kompanijama Sony i Nokija, ova kompanija je 2004. godine osnovala NFC Forum, neprofitnu organizaciju za promociju ove tehnologije.
NFC predstavlja evoluciju postojeće specifikacije RFID tehnologije i sistema za plaćanje bez dodira (eng. contactless payment systems). Prethodno spominjani tag predstavlja apstrakciju kartice koja poseduje integrisana kola koja mogu da nose informacije na sebi. Uobičajena komunikacija u NFC svetu je između aktivnog čitača (uređaja) i pasivnog taga. Ova komunikacija sprovodi se na frekvenciji 13,56 MHz, i to pomoću tri protokola poznata iz RFID sveta – Type A, Type B i FeliCa.
Ovaj protokol je od početka projektovan sa efikasnošću na umu. Obično je izlazna snaga između 1 i 2 dBm, a podržane brzine transfera mogu biti 106 Kbit/s, 212 Kbit/s, te 424 Kbit/s, a moguća je i komunikacija u aktivnom i pasivnom režimu. 
NFC Forum je izabrao četiri tipa tagova koji se mogu koristiti u sistemima koji podržavaju ovu tehnologiju. Tipovi 1 i 2, zasnovani na standardu ISO 14443 A, imaju mali kapacitet (1, odnosno 2 kB), što ih čini jeftinim za izradu i idealnim za upotrebu u situacijama u kojima je ova količina dovoljna za čitanje nekakvih podataka. Brzina transfera kod ovih tipova ograničena je na 106 Kbit/s. Tip 3 zasnovan je na pomenutom Sonyjevom RFID standardu FeliCa, odlikuje ga veći kapacitet (shodno tome i veća cena izrade) od skoro 1 MB, kao i veća brzina transfera podataka (212 Kbit/s). Tip 4 ima osnovu u standardu ISO 14443, ima kapacitet od 64 kB, a brzina transfera varira u zavisnosti od čitača i pokriva vrednosti između 106 Kbit/s i 424 Kbit/s.

## Zajednica i projekti otvorenog kôda
Sve veća zajednica doprinosi razvoju NFC standarda putem novih projekata otvorenog kôda. 

### Bezbednost
Svi vidovi komunikacije u NFC svetu zaštićeni su AES standardima, ali ne obavezno već prema potrebi. To je urađeno radi kompatibilnosti sa starijim RFID uređajima i nameće potrebu da se pažnja posveti zaštiti pri pisanju softvera koji ovu tehnologiju koristi. Napomenimo i to da su uređaji sposobni da skeniraju RFID polje na upade. Zaštitom u vidu enkripcije eliminiše se pretnja od „man-in-the-middle” napada (presretanje komunikacije).

### Slušalice sa NFC podrškom
Godine 2011. više od 40 proizvođača slušalica sa mikrofonom (headset) ugradilo je NFC standard u njihovu funkciju. iPhone 6 će biti prvi telefon kompanije Apple koji će podržavati NFC.
Među ostalim kompanijama koje su uvrstile NFC u specifikacije uređaja su BlackBerry, Samsung, Lg, Gugl, Masterkard, Microsoft, Visa, i mnoge druge.